# Liste der Kulturdenkmale in Berlin-Frohnau

Lage von Frohnau innerhalb des Berliner Bezirk Reinickendorf

In der Liste der Kulturdenkmale von Frohnau sind die Kulturdenkmale des Berliner Ortsteils Frohnau im Bezirk Reinickendorf aufgeführt.

## Denkmalbereiche (Ensembles)
| 09011788 | Am Grünen Zipfel 5–7 (Lage)                                                                   | Landhausgruppe Am Grünen Zipfel Baudenkmale siehe: Am Grünen Zipfel 5, 6 | Weiterer Bestandteil des Ensembles:                                                  | Weiterer Bestandteil des Ensembles: |                                     |                                     |                                     |
| 09011788 | Am Grünen Zipfel 5–7 (Lage)                                                                   | Landhausgruppe Am Grünen Zipfel Baudenkmale siehe: Am Grünen Zipfel 5, 6 | 09011791 Am Grünen Zipfel 7, Wohnhaus, 1912 von Franz Scholz                         |                                     |                                     |                                     |                                     |
| 09011807 | An der Buche 17–21 (Lage)                                                                     | Landhausgruppe An der Buche Gesamtanlage siehe: An der Buche 17–19A Baudenkmal siehe: An der Buche 20 Gartendenkmale siehe: An der Buche 17, 19–19A, 21, (Grünanlage)                                                                                                 | Ensemble umfasst Gesamtanlage, Baudenkmal und Gartendenkmale                         |                                     |                                     |                                     |                                     |
| 09011997 | Gollanczstraße 3/11 (Lage)                                                                    | Wohnhausgruppe Gollanczstraße Baudenkmal siehe: Gollanczstraße 3/5 | Weitere Bestandteile des Ensembles:                                                  | Weitere Bestandteile des Ensembles: | Weitere Bestandteile des Ensembles: | Weitere Bestandteile des Ensembles: | Weitere Bestandteile des Ensembles: |
| 09011997 | Gollanczstraße 3/11 (Lage)                                                                    | Wohnhausgruppe Gollanczstraße Baudenkmal siehe: Gollanczstraße 3/5 | 09011999 – Gollanczstraße 7, Wohnhaus, 1929–1930 von Erich Taenzer                   |                                     |                                     |                                     |                                     |
| 09011997 | Gollanczstraße 3/11 (Lage)                                                                    | Wohnhausgruppe Gollanczstraße Baudenkmal siehe: Gollanczstraße 3/5 | 09012000 – Gollanczstraße 9, Wohnhaus, 1929–1930 von Erich Taenzer                   |                                     |                                     |                                     |                                     |
| 09011997 | Gollanczstraße 3/11 (Lage)                                                                    | Wohnhausgruppe Gollanczstraße Baudenkmal siehe: Gollanczstraße 3/5 | 09012001 – Gollanczstraße 11, Wohnhaus, 1928–1929 von Erich Taenzer                  |                                     |                                     |                                     |                                     |
| 09011997 | Gollanczstraße 3/11 (Lage)                                                                    | Wohnhausgruppe Gollanczstraße Baudenkmal siehe: Gollanczstraße 3/5 | Originalzustand:                                                                     |                                     |                                     |                                     |                                     |
| 09012069 | Im Fischgrund 37/41, 44–46 Walporzheimer Straße 2, 4–4A (Lage)                                | Wohnhäuser Baudenkmale siehe: Im Fischgrund 39, 41, 44 Walporzheimer Straße 4–4A Gartendenkmal siehe: Im Fischgrund 41 | Weitere Bestandteile des Ensembles:                                                  | Weitere Bestandteile des Ensembles: |                                     |                                     |                                     |
| 09012069 | Im Fischgrund 37/41, 44–46 Walporzheimer Straße 2, 4–4A (Lage)                                | Wohnhäuser Baudenkmale siehe: Im Fischgrund 39, 41, 44 Walporzheimer Straße 4–4A Gartendenkmal siehe: Im Fischgrund 41 | 09012070 – Im Fischgrund 37 / Walporzheimer Straße 2, Wohnhaus, 1935 von Otto Bellin |                                     |                                     |                                     |                                     |
| 09012069 | Im Fischgrund 37/41, 44–46 Walporzheimer Straße 2, 4–4A (Lage)                                | Wohnhäuser Baudenkmale siehe: Im Fischgrund 39, 41, 44 Walporzheimer Straße 4–4A Gartendenkmal siehe: Im Fischgrund 41 | 09012074 – Im Fischgrund 45, Haus Fellenberg, 1911 von Paul Poser                    |                                     |                                     |                                     |                                     |
| 09012069 | Im Fischgrund 37/41, 44–46 Walporzheimer Straße 2, 4–4A (Lage)                                | Wohnhäuser Baudenkmale siehe: Im Fischgrund 39, 41, 44 Walporzheimer Straße 4–4A Gartendenkmal siehe: Im Fischgrund 41 | 09012075 – Im Fischgrund 46, Wohnhaus, 1933 von Hermann Regese                       |                                     |                                     |                                     |                                     |
| 09012124 | Ludolfingerplatz 1–5 Maximiliankorso 1 Welfenallee 2/4 Zeltinger Platz 1–4, 6–7, 17–18 (Lage) | Ortskern Frohnau mit den Platzanlagen Ludolfinger und Zeltinger Platz sowie der Straßenbrücke Baudenkmale siehe: Ludolfingerplatz (Straßenbrücke), 1A–1B, 1/3, 2, 4, 5 Zeltinger Platz 1/3, 2/6, 7, 17–18 Gartendenkmal siehe: Straßen- und Grünflächensystem Frohnau | Ensemble enthält Bauten rund um den Ludolfinger und Zeltinger Platz                  |                                     |                                     |                                     |                                     |
| 09012124 | Ludolfingerplatz 1–5 Maximiliankorso 1 Welfenallee 2/4 Zeltinger Platz 1–4, 6–7, 17–18 (Lage) | Ortskern Frohnau mit den Platzanlagen Ludolfinger und Zeltinger Platz sowie der Straßenbrücke Baudenkmale siehe: Ludolfingerplatz (Straßenbrücke), 1A–1B, 1/3, 2, 4, 5 Zeltinger Platz 1/3, 2/6, 7, 17–18 Gartendenkmal siehe: Straßen- und Grünflächensystem Frohnau | Gasleuchten                                                                          |                                     |                                     |                                     |                                     |
| 09012494 | Zerndorfer Weg 24–28 Königsbacher Zeile 30 (Lage)                                             | Wohnhausgruppe Zerndorfer Weg Baudenkmale siehe: Zerndorfer Weg 24, 25 Gartendenkmal siehe: Zerndorfer Weg 24 |                                                                                      |                                     |                                     |                                     |                                     |
| 09012494 | Zerndorfer Weg 24–28 Königsbacher Zeile 30 (Lage)                                             | Wohnhausgruppe Zerndorfer Weg Baudenkmale siehe: Zerndorfer Weg 24, 25 Gartendenkmal siehe: Zerndorfer Weg 24 | Weitere Bestandteile des Ensembles:                                                  |                                     |                                     |                                     |                                     |
| 09012494 | Zerndorfer Weg 24–28 Königsbacher Zeile 30 (Lage)                                             | Wohnhausgruppe Zerndorfer Weg Baudenkmale siehe: Zerndorfer Weg 24, 25 Gartendenkmal siehe: Zerndorfer Weg 24 | 09012497 – Zerndorfer Weg 26, Haus Modersohn, 1935 von Walter und Johannes Krüger    |                                     |                                     |                                     |                                     |
| 09012494 | Zerndorfer Weg 24–28 Königsbacher Zeile 30 (Lage)                                             | Wohnhausgruppe Zerndorfer Weg Baudenkmale siehe: Zerndorfer Weg 24, 25 Gartendenkmal siehe: Zerndorfer Weg 24 | 09012498 – Zerndorfer Weg 27, Wohnhaus, 1928 von Josef Waigel                        |                                     |                                     |                                     |                                     |
| 09012494 | Zerndorfer Weg 24–28 Königsbacher Zeile 30 (Lage)                                             | Wohnhausgruppe Zerndorfer Weg Baudenkmale siehe: Zerndorfer Weg 24, 25 Gartendenkmal siehe: Zerndorfer Weg 24 | 09012499 – Zerndorfer Weg 28, Wohnhaus, 1936 von Paul Friedrich Nieß                 |                                     |                                     |                                     |                                     |

## Denkmalbereiche (Gesamtanlagen)
| Nr.      | Lage | Offizielle Bezeichnung                                         | Beschreibung | Bild |
| -------- | --- | -------------------------------------------------------------- | --- | ---- |
| 09011808 | An der Buche 17–19A, 21 (Lage)                                                                                | Landhausgruppe am Berg Bestandteil des Ensembles: An der Buche | Nr. 17, 1910–1911 von Heinrich Straumer und Hans Hermann (siehe auch Gartendenkmale Öffentliche Grünanlage & Villengarten)                                                      |      |
| 09011808 | An der Buche 17–19A, 21 (Lage)                                                                                | Landhausgruppe am Berg Bestandteil des Ensembles: An der Buche | Nr. 18, 1910–1911 von Heinrich Straumer und Hans Hermann |      |
| 09011808 | An der Buche 17–19A, 21 (Lage)                                                                                | Landhausgruppe am Berg Bestandteil des Ensembles: An der Buche | Nr. 19, 1910–1911 von Heinrich Straumer und Hans Hermann (siehe auch Gartendenkmal Villengarten)                                                                                |      |
| 09011808 | An der Buche 17–19A, 21 (Lage)                                                                                | Landhausgruppe am Berg Bestandteil des Ensembles: An der Buche | Nr. 21, 1910–1911 von Heinrich Straumer & Hans Hermann (siehe auch Gartendenkmal Villengarten)                                                                                  |      |
| 09012149 | Maximiliankorso 6 Wahnfriedstraße 2/14 (Lage)                                                                 | Siedlung Frohnau                                               | 5 Wohnhäuser, 1923–1924 von Paul Mebes und Paul Emmerich |      |
| 09012200 | Oranienburger Chaussee 45–58 Bieselheider Weg 9/21, 27/35 Bundschuhweg 13/19 Schönfließer Straße 88/96 (Lage) | Waldsiedlung Frohnau                                           | Gewerbebau, 1924–1926 von Franz Vogt |      |
| 09012200 | Oranienburger Chaussee 45–58 Bieselheider Weg 9/21, 27/35 Bundschuhweg 13/19 Schönfließer Straße 88/96 (Lage) | Waldsiedlung Frohnau                                           | 2 Mehrfamilienhäuser (Bieselstraße) |      |
| 09012200 | Oranienburger Chaussee 45–58 Bieselheider Weg 9/21, 27/35 Bundschuhweg 13/19 Schönfließer Straße 88/96 (Lage) | Waldsiedlung Frohnau                                           | 10 Doppelwohnhäuser |      |
| 09012200 | Oranienburger Chaussee 45–58 Bieselheider Weg 9/21, 27/35 Bundschuhweg 13/19 Schönfließer Straße 88/96 (Lage) | Waldsiedlung Frohnau                                           | 14 Einfamilienhäuser |      |
| 09012386 | Staehleweg 1–47, 49/53 (Lage)                                                                                 | Invalidensiedlung                                              | 49 Mehrfamilienhäuser mit 180 Wohnungen, 1937–1938 vom Heeresbauamt I Berlin (Eberhard Kallmeyer, Walter Hagen) (siehe auch Gartendenkmal Grünanlagen in der Invalidensiedlung) |      |
| 09012386 | Staehleweg 1–47, 49/53 (Lage)                                                                                 | Invalidensiedlung                                              | Gemeinschaftshaus |      |
| 09012450 | Welfenallee 25/29 Kreuzritterstraße 3–6 (Lage)                                                                | Hausgruppe                                                     | 2 Doppelwohnhäuser, 1924 von Otto Kaping und Herbert Ruhl |      |
| 09012450 | Welfenallee 25/29 Kreuzritterstraße 3–6 (Lage)                                                                | Hausgruppe                                                     | 2 Einfamilienhäuser |      |
| 09012453 | Welfenallee 72/74 Donnersmarckallee 27/29 Forstweg 38/70 Olwenstraße 1/7, 15/19 Zwergenweg 1, 3–6 (Lage)      | Siedlung Barbarossahöhe                                        | 20 Mehrfamilienhäuser, 1926–1929 von Paul Poser (siehe auch Gartendenkmal Ruheplatz an der Barbarossahöhe)                                                                      |      |
| 09012453 | Welfenallee 72/74 Donnersmarckallee 27/29 Forstweg 38/70 Olwenstraße 1/7, 15/19 Zwergenweg 1, 3–6 (Lage)      | Siedlung Barbarossahöhe                                        | 13 Mehrfamilienhäuser (T-Form) |      |
| 09012500 | Zerndorfer Weg 55/77 (Lage)                                                                                   | Doppel- und Reihenwohnhäuser                                   | 2 Reihenwohnhäuser, 1926–1927 von Max Meyer |      |
| 09012500 | Zerndorfer Weg 55/77 (Lage)                                                                                   | Doppel- und Reihenwohnhäuser                                   | Doppelwohnhaus (55/57) |      |
| 09012500 | Zerndorfer Weg 55/77 (Lage)                                                                                   | Doppel- und Reihenwohnhäuser                                   | Doppelwohnhaus (67/69) |      |

## Baudenkmale
| Nr.      | Lage                                            | Offizielle Bezeichnung                                                          | Beschreibung | Bild |
| -------- | ----------------------------------------------- | ------------------------------------------------------------------------------- | --- | ---- |
| 09011644 | Alemannenstraße 16 (Lage)                       | Kupfer-Castell                                                                  | Wohnhaus, 1933 von der Deutsche Kupferhaus GmbH (System Förster & Krafft) |      |
| 09011645 | Alemannenstraße 36 (Lage)                       | Haus Neumann                                                                    | 1925 von Walter und Johannes Krüger |      |
| 09011646 | Alemannenstraße 69 (Lage)                       | Wohnhaus                                                                        | 1912 von Max Scheiding |      |
| 09011785 | Am Grünen Hof 6 (Lage)                          | Wohnhaus                                                                        | 1936 von Werner Gregor |      |
| 09011786 | Am Grünen Hof 7 (Lage)                          | Haus Kaufmann                                                                   | 1912 von Paul Poser |      |
| 09011787 | Am Grünen Hof 17 (Lage)                         | Haus Holland                                                                    | 1912 von Paul Poser |      |
| 09011789 | Am Grünen Zipfel 5 (Lage)                       | Wohnhaus Bestandteil des Ensembles: Am Grünen Zipfel                            | 1912 von Franz Scholz |      |
| 09011790 | Am Grünen Zipfel 6 (Lage)                       | Wohnhaus Bestandteil des Ensembles: Am Grünen Zipfel                            | 1912 von Franz Scholz |      |
| 09011799 | Am Rosenanger 8 (Lage)                          | Wohnhaus                                                                        | 1932 von A. Kokert |      |
| 09011800 | Am Rosenanger 14 (Lage)                         | Wohnhaus                                                                        | 1932 von Heinrich Möller und A. Kokert |      |
| 09011809 | An der Buche 20 (Lage)                          | Wohnhaus Bestandteil des Ensembles: An der Buche                                | 1927–1928 von C. Kuhn |      |
| 09011816 | Artuswall 26 (Lage)                             | Wohnhaus                                                                        | 1936 von Bruno König |      |
| 09011830 | Benediktinerstraße 12 (Lage)                    | Wohnhaus                                                                        | 1934–1935 von Felix Sturm |      |
| 09011831 | Benediktinerstraße 32 (Lage)                    | Wohnhaus                                                                        | 1930–1931 von Max Taut und Franz Hoffmann |      |
| 09011898 | Donnersmarckplatz 1 Donnersmarckallee (Lage)    | Wohnhaus mit Einfriedung                                                        | 1913 von F. Hermann |      |
| 09011901 | Edelhofdamm (Lage)                              | Park-Pavillon                                                                   | 1909 von Gustav Hart und Alfred Lesser (siehe auch Gartendenkmal Straßen- und Grünflächensystem Frohnau) |      |
| 09011902 | Edelhofdamm 24 (Lage)                           | Wohnhaus                                                                        | 1928 von Willy Mühlau |      |
| 09011903 | Edelhofdamm 31 Markgrafenstraße (Lage)          | Wohnhaus                                                                        | 1936 von Walter und Johannes Krüger |      |
| 09011904 | Edelhofdamm 32 (Lage)                           | Wohnhaus                                                                        | 1921 von Hans Seyffert |      |
| 09011905 | Edelhofdamm 36 (Lage)                           | Wohnhaus                                                                        | 1935 von Hans Liepe |      |
| 09011906 | Edelhofdamm 40 (Lage)                           | Haus Schneider                                                                  | 1910 von Otto Strubel und Karl Schneider |      |
| 09011907 | Edelhofdamm 42 (Lage)                           | Haus Thiedig                                                                    | 1911 von Heinrich Straumer und Hans Hermann |      |
| 09011908 | Edelhofdamm 45 (Lage)                           | Wohnhaus                                                                        | 1934 von Bruno Ahrends |      |
| 09011909 | Edelhofdamm 54 (Lage)                           | Buddhistisches Haus                                                             | 1924–1927 von Max Meyer (siehe auch Gartendenkmal Grünflächen des Buddhistischen Hauses) |      |
| 09011909 | Edelhofdamm 54 (Lage)                           | Buddhistisches Haus                                                             | Tempel |      |
| 09011909 | Edelhofdamm 54 (Lage)                           | Buddhistisches Haus                                                             | Ceylon-Haus |      |
| 09011909 | Edelhofdamm 54 (Lage)                           | Buddhistisches Haus                                                             | Meditations-Klause (Kuti) |      |
| 09011909 | Edelhofdamm 54 (Lage)                           | Buddhistisches Haus                                                             | Reliquienurne (Harmika) |      |
| 09011909 | Edelhofdamm 54 (Lage)                           | Buddhistisches Haus                                                             | Mauerstück (Edelhofdamm Ecke Zerndorfer Weg) |      |
| 09011910 | Edelhofdamm 58 (Lage)                           | Wohnhaus                                                                        | 1928 von Paul Poser |      |
| 09011911 | Edelhofdamm 67 (Lage)                           | Haus Iffland                                                                    | 1928 von Walter und Johannes Krüger |      |
| 09011963 | Forstweg 25 (Lage)                              | Wohnhaus                                                                        | 1935 von Walter und Johannes Krüger |      |
| 09011964 | Forstweg 75 (Lage)                              | Wohnhaus                                                                        | 1931 von der Eigenheim-Dauerholzhaus-Gesellschaft mbH |      |
| 09011975 | Frohnauer Straße 112/122 (Lage)                 | Friedhof Hermsdorf, Feierhalle                                                  | 1911–1912 von G. Hoffmann (siehe auch Gartendenkmal Friedhof Hermsdorf) |      |
| 09011976 | Frohnauer Straße 112/122 (Lage)                 | Friedhof Hermsdorf, Torgebäude                                                  | 1912 von H. Dietz (siehe auch Gartendenkmal Friedhof Hermsdorf) |      |
| 09011977 | Frohnauer Straße 112/122 (Lage)                 | Friedhof Hermsdorf, Wasserturm Hermsdorf                                        | 1908–1909 von Carl Francke (siehe auch Gartendenkmal Friedhof Hermsdorf) |      |
| 09011978 | Frohnauer Straße 130 (Lage)                     | Wohnhaus                                                                        | 1931 von E. Paul Hetzer |      |
| 09011979 | Frohnauer Straße 144 (Lage)                     | Wohnhaus                                                                        | 1911 von der Berliner Hausbau-Gesellschaft mbH |      |
| 09011980 | Frohnauer Straße 144A (Lage)                    | Haus Winkler                                                                    | 1911 von Otto Rudolf Salvisberg (siehe auch Gartendenkmal Landhausgarten) |      |
| 09011981 | Fürstendamm 6 Hattenheimer Straße 1 (Lage)      | Wohnhaus                                                                        | 1921 von Georg Menz und Friedrich Thienhaus |      |
| 09011982 | Fürstendamm 25/26 (Lage)                        | Wohnhaus                                                                        | 1924 von Paul Poser |      |
| 09011982 | Fürstendamm 25/26 (Lage)                        | Wohnhaus                                                                        | Vorgarteneinfriedung |      |
| 09011983 | Fürstendamm 27 (Lage)                           | Wohnhaus                                                                        | 1936 von Otto von Estorff und Gerhard Winkler |      |
| 09011984 | Fürstendamm 30 Langohrzeile 1 (Lage)            | Haus Ihmsen                                                                     | 1911 von Paul Poser |      |
| 09011985 | Fürstendamm 52 (Lage)                           | Wohnhaus                                                                        | 1928–1929 von Robert Kirsch |      |
| 09011985 | Fürstendamm 52 (Lage)                           | Wohnhaus                                                                        | Vorgarteneinfriedung |      |
| 09011986 | Fürstendamm 63 (Lage)                           | Wohnhaus                                                                        | 1928 von Erich Kunowsky |      |
| 09011987 | Fürstendamm 68 (Lage)                           | Wohnhaus                                                                        | 1930 von Alfred Wahl und Aribert Rödel (Essen) |      |
| 09011998 | Gollanczstraße 3/5 (Lage)                       | Doppelwohnhaus Bestandteil des Ensembles: Gollanczstraße                        | 1929–1930 von Erich Taenzer |      |
| 09012002 | Gollanczstraße 18/24 Markgrafenstraße 82 (Lage) | Victor-Gollancz-Schule                                                          | 1928–1929 von Fritz Beyer |      |
| 09012002 | Gollanczstraße 18/24 Markgrafenstraße 82 (Lage) | Victor-Gollancz-Schule                                                          | Direktorwohnhaus |      |
| 09012011 | Gurnemanzpfad 52 (Lage)                         | Atelierhaus Brandenburg                                                         | Wohn- und Atelierhaus, 1964–1965 von Günter Maiwald |      |
| 09012011 | Gurnemanzpfad 52 (Lage)                         | Atelierhaus Brandenburg                                                         | Außenanlage und Garten, ab 1966 von Günter Maiwald und Paul Brandenburg |      |
| 09012012 | Hainbuchenstraße 1 Maximiliankorso (Lage)       | Wohnhaus                                                                        | 1935 von Peter Thimister |      |
| 09012013 | Hainbuchenstraße 9 (Lage)                       | Wohnhaus                                                                        | 1938 von Fritz Eisler |      |
| 09012014 | Hainbuchenstraße 22 (Lage)                      | Wohnhaus                                                                        | 1928–1929 von Karl H. Wisotzky und I. D. Perpanoff |      |
| 09012015 | Hainbuchenstraße 26 (Lage)                      | Haus Pegler                                                                     | 1929 von Eckart Muthesius und Klemens Weigel |      |
| 09012016 | Hainbuchenstraße 54 (Lage)                      | Haus Kügler                                                                     | 1962 von Rudolf Kügler und Rudolf Wilhelms |      |
| 09012017 | Hainbuchenstraße 56 (Lage)                      | Haus Dr. Conrads                                                                | 1964–1965 von Heinz Schudnagies |      |
| 09012018 | Hainbuchenstraße 64/76 (Lage)                   | Friedhof Frohnau                                                                | Feierhalle, 1910–1911 von Carl Stahl-Urach (siehe auch Gartendenkmal Straßen- und Grünflächensystem Frohnau) |      |
| 09012018 | Hainbuchenstraße 64/76 (Lage)                   | Friedhof Frohnau                                                                | Einfriedung |      |
| 09012045 | Hohenheimer Straße 13 (Lage)                    | Wohnhaus                                                                        | 1928 von Willy Mühlau |      |
| 09012046 | Hohenheimer Straße 19 (Lage)                    | Haus Sparmann                                                                   | 1911 von Heinrich Straumer und Hans Hermann |      |
| 09012047 | Hohenheimer Straße 31 (Lage)                    | Haus Trapp                                                                      | 1910–1911 von Heinrich Straumer und Hans Hermann |      |
| 09012048 | Hohenheimer Straße 36 (Lage)                    | Haus Strohmaier                                                                 | 1911 von Heinrich Straumer |      |
| 09012058 | Horandweg 5/7 (Lage)                            | Doppelwohnhaus                                                                  | 1938–1939 von Fritz Schopohl |      |
| 09012059 | Horandweg 28 (Lage)                             | Haus Regel                                                                      | 1957–1958 von Heinz Schudnagies |      |
| 09012064 | Im Amseltal 3/5 (Lage)                          | Haus Morawsky                                                                   | 1924–1925 von Fritz Fenker |      |
| 09012065 | Im Amseltal 19 (Lage)                           | Haus Bensemann                                                                  | 1911 von Heinrich Straumer und Hans Hermann |      |
| 09012066 | Im Amseltal 24 (Lage)                           | Wohnhaus                                                                        | 1921 von Paul Poser |      |
| 09012067 | Im Fischgrund 1 (Lage)                          | Wohnhaus                                                                        | 1913 von Wilhelm Koban |      |
| 09012068 | Im Fischgrund 2 (Lage)                          | Wohnhaus                                                                        | 1913 von Wilhelm Koban |      |
| 09012071 | Im Fischgrund 39 (Lage)                         | Wohnhaus Bestandteil des Ensembles: Im Fischgrund                               | 1936 von Walter und Johannes Krüger |      |
| 09012072 | Im Fischgrund 41 (Lage)                         | Haus Berger Bestandteil des Ensembles: Im Fischgrund                            | 1910 von Paul Poser (siehe auch Gartendenkmal Vorgarten) |      |
| 09012072 | Im Fischgrund 41 (Lage)                         | Haus Berger Bestandteil des Ensembles: Im Fischgrund                            | Einfriedung und Eckpavillon |      |
| 09012073 | Im Fischgrund 44 (Lage)                         | Wohnhaus Bestandteil des Ensembles: Im Fischgrund                               | 1938–1939 von H. Baier und Konrad Fleck |      |
| 09012073 | Im Fischgrund 44 (Lage)                         | Wohnhaus Bestandteil des Ensembles: Im Fischgrund                               | Einfriedung |      |
| 09012081 | Jostweg 13 (Lage)                               | Kupfer-Castell, Wohnhaus                                                        | 1931 von der Hirsch Kupfer und Messingwerke AG |      |
| 09012083 | Kammgasse 20 (Lage)                             | Wohnhaus Keller                                                                 | 1934 von Carl Börner |      |
| 09012083 | Kammgasse 20 (Lage)                             | Wohnhaus Keller                                                                 | Einfriedung |      |
| 09012085 | Karmeliterweg 4 (Lage)                          | Wohnhaus (Ambi-Haus)                                                            | 1922 von Franz Krüger und Paul Poser |      |
| 09012086 | Karmeliterweg 9 (Lage)                          | Wohnhaus                                                                        | 1926 von R. Bitzau |      |
| 09012087 | Karmeliterweg 32 (Lage)                         | Wohnhaus                                                                        | 1929 von Kurt Reimer |      |
| 09012088 | Karmeliterweg 34 (Lage)                         | Wohnhaus                                                                        | 1935 von E. Paul Hetzer |      |
| 09012093 | Kasinoweg 3 (Lage)                              | Wohnhaus                                                                        | 1929 von Hermann Bamm |      |
| 09012094 | Kasinoweg 4 (Lage)                              | Wohnhaus                                                                        | 1929 von Hermann Bamm |      |
| 09012099 | Kniggeweg 1–2 (Lage)                            | Doppelwohnhaus                                                                  | 1929 von Georg Peter |      |
| 09012100 | Königsbacher Zeile 7 (Lage)                     | Haus Winter                                                                     | 1928–1929 und 1932–1934 von Reinhold Hans Winter |      |
| 09012111 | Langohrzeile 7 (Lage)                           | Wohnhaus                                                                        | 1929 von Willy Schmollius |      |
| 09050297 | Laurinsteig 39 (Lage)                           | Berliner Meilenstein                                                            | 1957 von Renée Sintenis |      |
| 09012123 | Ludolfingerplatz (Lage)                         | S-Bahnhof Frohnau, Straßenbrücke Bestandteil des Ensembles: Ortskern Frohnau    | 1908–1910 nach Gesamtplanung der Königlichen Eisenbahndirektion Berlin, architektonischer Entwurf von Gustav Hart und Alfred Lesser |      |
| 09012125 | Ludolfingerplatz 1/3 (Lage)                     | Kasino Frohnau Bestandteil des Ensembles: Ortskern Frohnau                      | Aussichts-Wasserturm, 1909–1910 von Gustav Hart und Alfred Lesser |      |
| 09012125 | Ludolfingerplatz 1/3 (Lage)                     | Kasino Frohnau Bestandteil des Ensembles: Ortskern Frohnau                      | Wohnhaus |      |
| 09012125 | Ludolfingerplatz 1/3 (Lage)                     | Kasino Frohnau Bestandteil des Ensembles: Ortskern Frohnau                      | Geschäftshaus, Wiederaufbau 1950–1951 |      |
| 09012122 | Ludolfingerplatz 1A–1B (Lage)                   | S-Bahnhof Frohnau Bestandteil des Ensembles: Ortskern Frohnau                   | Empfangsgebäude, 1908–1910 nach Gesamtplanung der Königlichen Eisenbahndirektion Berlin, architektonischer Entwurf von Gustav Hart und Alfred Lesser |      |
| 09012122 | Ludolfingerplatz 1A–1B (Lage)                   | S-Bahnhof Frohnau Bestandteil des Ensembles: Ortskern Frohnau                   | Treppe |      |
| 09012122 | Ludolfingerplatz 1A–1B (Lage)                   | S-Bahnhof Frohnau Bestandteil des Ensembles: Ortskern Frohnau                   | Bahnsteig |      |
| 09012126 | Ludolfingerplatz 2 (Lage)                       | Geschäftshaus Frohnau Bestandteil des Ensembles: Ortskern Frohnau               | 1909–1910 von Gustav Hart und Alfred Lesser, Wiederaufbau 1950–1951 von Ewald Grätz |      |
| 09012126 | Ludolfingerplatz 2 (Lage)                       | Geschäftshaus Frohnau Bestandteil des Ensembles: Ortskern Frohnau               | Bäckerei-Pavillon |      |
| 09012127 | Ludolfingerplatz 4 Maximiliankorso 1 (Lage)     | Geschäfts- und Wohnhaus Bestandteil des Ensembles: Ortskern Frohnau             | 1926–1928 von Paul Poser |      |
| 09012128 | Ludolfingerplatz 5 Welfenallee 2/4 (Lage)       | Villa Wutke Bestandteil des Ensembles: Ortskern Frohnau                         | 1924–1925 von Paul Poser |      |
| 09012128 | Ludolfingerplatz 5 Welfenallee 2/4 (Lage)       | Villa Wutke Bestandteil des Ensembles: Ortskern Frohnau                         | Vorgarteneinfriedung |      |
| 09012129 | Ludolfingerweg 17 (Lage)                        | Wohnhaus                                                                        | 1933 von Reinhold Hundt, Wiederaufbau 1949–1951 und 1955 von Otto Block und der Bauabteilung der Borsig AG |      |
| 09012130 | Ludolfingerweg 35 (Lage)                        | Haus Dr. Rudolphson                                                             | 1911–1912 von Heinrich Straumer |      |
| 09012131 | Ludolfingerweg 38 (Lage)                        | Wohnhaus                                                                        | 1912 von Julius Schossow |      |
| 09012132 | Ludolfingerweg 54 (Lage)                        | Sperlingsheim, Villa                                                            | 1911 von Heinrich Straumer, Umbau 1925–1926 von Bruno Buch |      |
| 09012133 | Ludolfingerweg 61 (Lage)                        | Wohnhaus                                                                        | 1937 von Hans Liepe |      |
| 09012134 | Ludolfingerweg 73 Maximiliankorso 43 (Lage)     | Haus Prof. Hesse                                                                | 1911–1912 von Heinrich Straumer |      |
| 09012138 | Markgrafenstraße 18 (Lage)                      | Haus Nähler                                                                     | 1914 von Ernst Schneckenberg |      |
| 09012139 | Markgrafenstraße 24 (Lage)                      | Wohnhaus                                                                        | 1911 von Otto Berlich |      |
| 09012140 | Markgrafenstraße 45 (Lage)                      | Haus Döring                                                                     | Wohnhaus, 1927 von Walter und Johannes Krüger |      |
| 09012140 | Markgrafenstraße 45 (Lage)                      | Haus Döring                                                                     | Garage und Einfriedung |      |
| 09012141 | Markgrafenstraße 65 (Lage)                      | Haus Dr. Wolff                                                                  | 1910–1912 von Heinrich Straumer |      |
| 09012142 | Markgrafenstraße 69 (Lage)                      | Wohnhaus                                                                        | 1911 von Max Scheiding |      |
| 09012143 | Markgrafenstraße 74 (Lage)                      | Pfarrhaus der Evang. Kirchengemeinde Frohnau                                    | 1924 von Fritz Fenker |      |
| 09012144 | Markgrafenstraße 89 Minheimer Straße (Lage)     | Glaserei Prippenow                                                              | Wohn- und Werkstättengebäude, 1912 von Paul Poser, Umbau 1922–1923 von Haase und Jahnke |      |
| 09012148 | Maximiliankorso 3 (Lage)                        | Wohnhaus                                                                        | 1933 von Paul Poser |      |
| 09012150 | Maximiliankorso 12 (Lage)                       | Wohnhaus                                                                        | 1929 von Otto Kaping |      |
| 09012151 | Maximiliankorso 16 (Lage)                       | Wohnhaus                                                                        | 1927 von Kälber und Schneider |      |
| 09012152 | Maximiliankorso 37 (Lage)                       | Villa Albert                                                                    | 1911 von Georg Metzendorf (Essen) |      |
| 09012153 | Maximiliankorso 50 (Lage)                       | Wohnhaus                                                                        | 1939 von der Deutsche Werkstätten AG (Hellerau) |      |
| 09012154 | Maximiliankorso 60 (Lage)                       | Wohnhaus                                                                        | 1910–1911 von Gustav Lanzendorf |      |
| 09012155 | Maximiliankorso 66 (Lage)                       | Haus Dr. Reichenauer                                                            | 1934 von Werry Roth |      |
| 09012158 | Mehringer Straße 3 (Lage)                       | Wohnhaus                                                                        | 1911 von Johannes Hahne |      |
| 09012159 | Mehringer Straße 7 (Lage)                       | Wohnhaus                                                                        | 1921–1924 von Paul Poser |      |
| 09012160 | Mehringer Straße 20 (Lage)                      | Wohnhaus                                                                        | 1930 von Rudolf W. Reichel |      |
| 09012161 | Mehringer Straße 23 (Lage)                      | Wohnhaus                                                                        | 1931 von Gerhard Eichhorn |      |
| 09012162 | Minheimer Straße 20/22 (Lage)                   | Doppelwohnhaus                                                                  | 1927–1928 von Erich Taenzer |      |
| 09012162 | Minheimer Straße 20/22 (Lage)                   | Doppelwohnhaus                                                                  | Garagen |      |
| 09012168 | Nibelungenstraße 8 (Lage)                       | Wohnhaus mit Einfriedung                                                        | 1911 von Max Krieg |      |
| 09012196 | Olwenstraße 51 (Lage)                           | Wohnhaus                                                                        | 1938 von Wolfgang Berkel |      |
| 09012197 | Olwenstraße 62 (Lage)                           | Haus Schultz                                                                    | 1965–1966 von Heinz Schudnagies |      |
| 09012198 | Oranienburger Chaussee (Lage)                   | Pilz                                                                            | Straßenunterstand, um 1910 von Carl Stahl-Urach (siehe auch Gartendenkmal Straßen- und Grünflächensystem Frohnau) |      |
| 09012201 | Oranienburger Chaussee 68 (Lage)                | Wohnhaus                                                                        | 1910–1911 von Max Scheiding |      |
| 09012202 | Oranienburger Chaussee 68A (Lage)               | Stall- und Remisengebäude (Wohnhaus)                                            | 1910–1911 von Max Scheiding |      |
| 09012220 | Ortwinstraße 3 Alemannenstraße (Lage)           | Wohnhaus mit Vorgarteneinfriedung                                               | 1912–1913 von Walter Schulze, Umbau 1928 von Paul Poser |      |
| 09012221 | Ortwinstraße 5/7 (Lage)                         | Haus Robert mit Vorgarteneinfriedung                                            | 1928 von Willi Ludewig |      |
| 09012222 | Ortwinstraße 14 Im Amseltal (Lage)              | Wohnhaus                                                                        | 1921 von Hans Jessen |      |
| 09012247 | Rauentaler Straße 3 (Lage)                      | Wohnhaus                                                                        | 1925 von Otto Kaping und Herbert Ruhl |      |
| 09012260 | Remstaler Straße 11/13 (Lage)                   | Wohn- und Remisengebäude (Wohnhaus)                                             | 1913 von Paul Poser |      |
| 09012261 | Remstaler Straße 32 (Lage)                      | Wohnhaus                                                                        | 1930 von Franz Harborth |      |
| 09012298 | Rüdesheimer Straße 12 (Lage)                    | Wohnhaus                                                                        | 1912 von Friedrich A. Spiethoff |      |
| 09012299 | Rüdesheimer Straße 18 (Lage)                    | Wohnhaus mit Vorgarteneinfriedung                                               | 1935 von Kurt Sternsdorff |      |
| 09012337 | Schönfließer Straße 12A (Lage)                  | ehem. HJ-Heim Frohnau (Jugendfreizeitheim)                                      | 1939 von Boris von Bodisco |      |
| 09012338 | Schönfließer Straße 18/20 (Lage)                | Haus Hans Salzenbrodt                                                           | 1937 Doppelwohnhaus von Walther Bünte, 1968–1969 Umbau zu einem Einfamilienwohnhaus durch Werner Düttmann |      |
| 09012339 | Schönfließer Straße 95 (Lage)                   | Wohnhaus                                                                        | 1928–1929 von Rudolf Fränkel |      |
| 09012357 | Senheimer Straße 19 (Lage)                      | Wohnhaus                                                                        | 1929 von Hermann Mannkopf |      |
| 09012359 | Senheimer Straße 22 Markgrafenstraße (Lage)     | Wohnhaus                                                                        | 1910 von Max Scheiding |      |
| 09012358 | Senheimer Straße 35 (Lage)                      | Kath. St. Hildegard-Kirche                                                      | Hauptgebäude, 1913–1914 als Turnhalle der höheren Mädchenschule Frohnau von Paul Poser errichtet, 1921 Umbau in eine evang. Notkirche, 1936–1938 Umgestaltung zur kath. Kirche von Carl Kühn |      |
| 09012358 | Senheimer Straße 35 (Lage)                      | Kath. St. Hildegard-Kirche                                                      | Nebengebäude |      |
| 09012358 | Senheimer Straße 35 (Lage)                      | Kath. St. Hildegard-Kirche                                                      | Campanile |      |
| 09012360 | Senheimer Straße 49A (Lage)                     | Haus Dr. Möhring                                                                | 1935–1936 von Fritz G. Winter |      |
| 09012361 | Senheimer Straße 53A (Lage)                     | Wohnhaus                                                                        | Entwurf 1941 von Paul Friedrich Nieß, Ausführung 1951–1954 |      |
| 09012363 | Sigismundkorso Maximiliankorso (Lage)           | Pilz                                                                            | Straßenunterstand, 1911 von Carl Stahl-Urach (siehe auch Gartendenkmal Straßen- und Grünflächensystem Frohnau) |      |
| 09012364 | Sigismundkorso 2 (Lage)                         | Wohnhaus                                                                        | 1922 von Paul Tarruhn |      |
| 09012365 | Sigismundkorso 5 (Lage)                         | Wohnhaus                                                                        | 1912 von Max Scheiding |      |
| 09012366 | Sigismundkorso 13–14 (Lage)                     | Wohnhaus (Evang. Schule)                                                        | 1910–1911 von Franz Scholz |      |
| 09012367 | Sigismundkorso 15 (Lage)                        | Wohnhaus                                                                        | 1936–1937 von Henry König |      |
| 09012368 | Sigismundkorso 19 Alemannenstraße 26 (Lage)     | Wohnhaus                                                                        | 1911–1912 von Franz Berner und Arno Caroli |      |
| 09012369 | Sigismundkorso 22 (Lage)                        | Wohnhaus                                                                        | 1927 von der Berliner Hausbau-Gesellschaft mbH errichtet; in den 1940er Jahren Wohnsitz von Hans von Behring, Sohn des Nobelpreisträgers Emil von Behring |      |
| 09012370 | Sigismundkorso 25–26 (Lage)                     | Haus Tigges                                                                     | Wohnhaus, 1928 von Josef Braun und Alfred Gunzenhauser (siehe auch Gartendenkmal Landhausgarten) |      |
| 09012371 | Sigismundkorso 34 (Lage)                        | Wohnhaus (Holzhaus)                                                             | Im Sommer 1911 von der Berliner Hausbau-Gesellschaft mbH für den Berliner Arzt Dr. Erhard Söchting als Sommerhaus errichtet; Entwurf von Architekt Richard Jacobi; eines der wenigen heute noch erhaltenen Bauwerke aus der frühen Entwicklungsphase des Fertighausholzbaus vor dem Ersten Weltkrieg, zugleich eines der ältesten Häuser in Frohnau |      |
| 09012372 | Sigismundkorso 57–57A (Lage)                    | Doppelwohnhaus                                                                  | 1936 von Hans Liepe |      |
| 09012373 | Sigismundkorso 63 Am Kahlschlag 21A (Lage)      | Wohnhaus                                                                        | 1938–1939 von Ernst E. Rottmann (siehe auch Gartendenkmal Hausgarten) |      |
| 09012374 | Sigismundkorso 79A Am Grünen Zipfel (Lage)      | Wohnhaus                                                                        | 1929 von E. Paul Hetzer |      |
| 09012375 | Sigismundkorso 82 An der Buche 25 (Lage)        | Villa Corts (Schule)                                                            | 1910 von Leo Nachtlicht |      |
| 09012376 | Sigismundkorso 84 (Lage)                        | Wohnhaus                                                                        | 1911–1912 von Max Scheiding |      |
| 09012377 | Sigismundkorso 86 Tannenstraße 8 (Lage)         | Wohnhaus und Remise                                                             | Wohnhaus 1926 von Paul Poser |      |
| 09012377 | Sigismundkorso 86 Tannenstraße 8 (Lage)         | Wohnhaus und Remise                                                             | Remise |      |
| 09012382 | Speerweg 16 (Lage)                              | Wohnhaus Keilhack                                                               | Wohnhaus, 1936–1937 von Hans Simon und W. Hoppe |      |
| 09012382 | Speerweg 16 (Lage)                              | Wohnhaus Keilhack                                                               | Garagen, 1936–1937 von Hans Simon und W. Hoppe |      |
| 09012382 | Speerweg 16 (Lage)                              | Wohnhaus Keilhack                                                               | Vorgarteneinfriedung, 1936–1937 von Hans Simon und W. Hoppe |      |
| 09012383 | Speerweg 30/32 (Lage)                           | Wohnhaus                                                                        | 1938 von Ernst E. Rottmann |      |
| 09012384 | Speerweg 38 (Lage)                              | Wohnhaus Blumeshof für Wilhelm Blume, später Fasanenhof                         | 1937 von Fritz August Breuhaus de Groot |      |
| 09012390 | Stolzingstraße 49/51 (Lage)                     | Wohnhaus                                                                        | 1934 von Paul Poser |      |
| 09012395 | Tannenstraße 5 (Lage)                           | Wohnhaus                                                                        | 1937 von Ewald Grätz |      |
| 09012422 | Wahnfriedstraße 1 Maximiliankorso 8 (Lage)      | Haus Franke                                                                     | 1909 von Paul Poser |      |
| 09012445 | Walporzheimer Straße 4–4A (Lage)                | Wohnhaus Bestandteil des Ensembles: Im Fischgrund                               | 1930 von Walter Parthey |      |
| 09012448 | Welfenallee 11 Knappenpfad (Lage)               | Wohn- und Geschäftshaus                                                         | 1925–1926 von Otto Kaping und Herbert Ruhl |      |
| 09012449 | Welfenallee 15 (Lage)                           | Wohnhaus                                                                        | 1924 von Otto Kaping und Herbert Ruhl |      |
| 09012451 | Welfenallee 47 (Lage)                           | Haus Lebius                                                                     | 1911 von Heinrich Straumer |      |
| 09012452 | Welfenallee 52 (Lage)                           | Wohnhaus                                                                        | 1931 von Christian Strube |      |
| 09012457 | Wiltinger Straße 15 Ariadnestraße 11 (Lage)     | Haus Kersten                                                                    | 1957–1958 von Heinz Schudnagies |      |
| 09012479 | Zeltinger Platz 1/3 (Lage)                      | Wohn- und Geschäftshaus Bestandteil des Ensembles: Ortskern Frohnau             | 1931–1932 von Walter und Johannes Krüger, Wiederaufbau 1946–1949 von Walter Krüger |      |
| 09012479 | Zeltinger Platz 1/3 (Lage)                      | Wohn- und Geschäftshaus Bestandteil des Ensembles: Ortskern Frohnau             | Laden (Konditorei), 1953 von Walter Krüger |      |
| 09012479 | Zeltinger Platz 1/3 (Lage)                      | Wohn- und Geschäftshaus Bestandteil des Ensembles: Ortskern Frohnau             | Eckladen (Eisenwaren Zietlow), 1956–1957 von Alexander Zenk |      |
| 09012480 | Zeltinger Platz 2/6 (Lage)                      | Wohn- und Geschäftshaus Bestandteil des Ensembles: Ortskern Frohnau             | 1929–1931 von Walter und Johannes Krüger, 1939–1940 Erweiterung (Zeltinger Platz 6) von Walter und Johannes Krüger (?) |      |
| 09012480 | Zeltinger Platz 2/6 (Lage)                      | Wohn- und Geschäftshaus Bestandteil des Ensembles: Ortskern Frohnau             | Garagen |      |
| 09012481 | Zeltinger Platz 7 (Lage)                        | Laden (Apotheke) Bestandteil des Ensembles: Ortskern Frohnau                    | 1953–1954 |      |
| 09012482 | Zeltinger Platz 17–18 (Lage)                    | Ev. Johannes-Kirche Bestandteil des Ensembles: Ortskern Frohnau                 | 1934–1937 von Walter und Johannes Krüger, 1966–1967 Umbauten von Walter Krüger |      |
| 09012482 | Zeltinger Platz 17–18 (Lage)                    | Ev. Johannes-Kirche Bestandteil des Ensembles: Ortskern Frohnau                 | Pfarrhaus |      |
| 09012482 | Zeltinger Platz 17–18 (Lage)                    | Ev. Johannes-Kirche Bestandteil des Ensembles: Ortskern Frohnau                 | Gemeindehaus |      |
| 09012483 | Zeltinger Straße 6 (Lage)                       | Villa Worch                                                                     | 1925 von Paul Poser |      |
| 09012484 | Zeltinger Straße 9 Senheimer Straße (Lage)      | Wohnhaus                                                                        | 1911 von Naumann und Schmidt |      |
| 09012484 | Zeltinger Straße 9 Senheimer Straße (Lage)      | Wohnhaus                                                                        | Remise |      |
| 09012484 | Zeltinger Straße 9 Senheimer Straße (Lage)      | Wohnhaus                                                                        | Teepavillon |      |
| 09012485 | Zeltinger Straße 15 (Lage)                      | Haus Becker                                                                     | 1909 von Paul Poser |      |
| 09012486 | Zeltinger Straße 16 (Lage)                      | Wohnhaus                                                                        | 1927 von Walter Brandt |      |
| 09012487 | Zeltinger Straße 23 (Lage)                      | Haus Jessen                                                                     | 1919–1920 von Heinrich Straumer |      |
| 09012488 | Zeltinger Straße 25 (Lage)                      | Haus Dr. Bordt                                                                  | 1911 von Heinrich Straumer |      |
| 09012489 | Zeltinger Straße 29 (Lage)                      | Wohnhaus                                                                        | 1914–1920 von Max Scheiding |      |
| 09012490 | Zeltinger Straße 31 (Lage)                      | Haus Rumland                                                                    | 1909–1910 von Paul Poser |      |
| 09012491 | Zeltinger Straße 39 (Lage)                      | Wohnhaus                                                                        | 1911 von Hans Hermann |      |
| 09012492 | Zeltinger Straße 53 Zerndorfer Weg 32A (Lage)   | Haus Janson                                                                     | 1910–1911 von Heinrich Straumer und Hans Hermann |      |
| 09012493 | Zeltinger Straße 54 Zerndorfer Weg (Lage)       | Wohnhaus                                                                        | Umbau 1935 von Ludwig Spreitzer |      |
| 09012495 | Zerndorfer Weg 24 Königsbacher Zeile 30 (Lage)  | Wohn- und Atelierhaus mit Einfriedung Bestandteil des Ensembles: Zerndorfer Weg | 1937 von Paul Friedrich Nieß (siehe auch Gartendenkmal Hausgarten) |      |
| 09012496 | Zerndorfer Weg 25 (Lage)                        | Wohnhaus Bestandteil des Ensembles: Zerndorfer Weg                              | 1927 von der Wolgaster Holzhäuser-Gesellschaft mbH |      |

## Gartendenkmale
| Nr.      | Lage | Offizielle Bezeichnung                                         | Beschreibung | Bild                                                 |
| -------- | --- | -------------------------------------------------------------- | --- | ---------------------------------------------------- |
| 09046224 | An der Buche (vor Nrn. 19 und 21) (Lage) | Öffentliche Grünanlage Bestandteil des Ensembles: An der Buche | 1911 von Heinrich Straumer (siehe auch Gesamtanlage Landhausgruppe am Berg)                                                                       |                                                      |
| 09046224 | An der Buche (vor Nrn. 19 und 21) (Lage) | Öffentliche Grünanlage Bestandteil des Ensembles: An der Buche | Brunnen |                                                      |
| 09046224 | An der Buche (vor Nrn. 19 und 21) (Lage) | Öffentliche Grünanlage Bestandteil des Ensembles: An der Buche | Rundbank |                                                      |
| 09046225 | An der Buche 17 (Lage) | Villengarten Bestandteil des Ensembles: An der Buche           | 1911 von Heinrich Straumer und Ludwig Lesser (siehe auch Gesamtanlage Landhausgruppe am Berg)                                                     |                                                      |
| 09010002 | An der Buche 19–19A (Lage) | Villengarten Bestandteil des Ensembles: An der Buche           | 1911 von Heinrich Straumer und Ludwig Lesser (siehe auch Gesamtanlage Landhausgruppe am Berg)                                                     |                                                      |
| 09010003 | An der Buche 21 (Lage) | Villengarten Bestandteil des Ensembles: An der Buche           | 1911 von Heinrich Straumer und Ludwig Lesser (siehe auch Gesamtanlage Landhausgruppe am Berg)                                                     |                                                      |
| 09046233 | Edelhofdamm 54 (Lage) | Grünflächen des Buddhistischen Hauses                          | 1923–1930 von Paul Dahlke (siehe auch Baudenkmal Buddhistisches Haus)                                                                             |                                                      |
| 09046234 | Frohnauer Straße 112/122 (Lage) | Friedhof Hermsdorf                                             | 1911 von Ludwig Lesser (siehe auch Baudenkmale Feierhalle, Torgebäude und Wasserturm Hermsdorf)                                                   |                                                      |
| 09046235 | Frohnauer Straße 144A (Lage) | Landhausgarten                                                 | 1911 von Ludwig Lesser (siehe auch Baudenkmal Haus Winkler)                                                                                       |                                                      |
| 09046236 | Gollanczstraße 32/38 (Lage) | Landhausgarten                                                 | 1937–1938 von Hermann Mattern |                                                      |
| 09046238 | Hattenheimer Straße 10 (Lage) | Vorgarten                                                      | 1960 von Hamann |                                                      |
| 09046239 | Im Fischgrund 41 (Lage) | Vorgarten Bestandteil des Ensembles: Im Fischgrund             | 1911 von Ludwig Lesser und Paul Poser (siehe auch Baudenkmal Haus Berger)                                                                         |                                                      |
| 09046243 | Oranienburger Chaussee Utestraße (Lage) | Baugebiet Hubertussee, Straßennetz, Alleen, See                | 1908–1909 von Josef Brix, Felix Genzmer und Ludwig Lesser                                                                                         |                                                      |
| 09046243 | Oranienburger Chaussee Utestraße (Lage) | Baugebiet Hubertussee, Straßennetz, Alleen, See                | Gartenanlage des Verkaufspavillons der Berliner Terrain-Centrale GmbH, 1909 von Ludwig Lesser (siehe auch ehemaliges Baudenkmal Verkaufspavillon) |                                                      |
| 09046250 | Sigismundkorso 25–26 (Lage) | Landhausgarten                                                 | 1928 (siehe auch Baudenkmal Haus Tigges) |                                                      |
| 09046251 | Sigismundkorso 63 Am Kahlschlag 21–21A (Lage) | Hausgarten                                                     | 1939 von Herta Hammerbacher (siehe auch Baudenkmal Wohnhaus)                                                                                      |                                                      |
| 09046252 | Staehleweg 1–47, 49/53 (Lage) | Grünanlagen in der Invalidensiedlung                           | 1937–1939 vom Heeresbauamt I Berlin (Eberhard Kallmeyer, Walter Hagen) (siehe auch Gesamtanlage Invalidensiedlung)                                |                                                      |
| 09046253 | Donnersmarckplatz Edelhofdamm, zwischen Nr. 12/52 und 15a/49, zwischen Nr. 64/74 und 61/69a Hainbuchenstraße 64/76 Im Fischgrund Ludolfingerplatz Ludwig-Lesser-Park Oranienburger Chaussee Poloplatz Regenspeicherteichanlagen Sigismundkorso, zwischen Ludolfingerplatz und Tannenstraße Sigismundkorso/Ecke Maximiliankorso Wiltinger Straße Zeltinger Platz | Straßen- und Grünflächensystem Frohnau                         | 1909 von Josef Brix, Felix Genzmer und Ludwig Lesser                                                                                              | 1909 von Josef Brix, Felix Genzmer und Ludwig Lesser |
| 09046253 | Donnersmarckplatz Edelhofdamm, zwischen Nr. 12/52 und 15a/49, zwischen Nr. 64/74 und 61/69a Hainbuchenstraße 64/76 Im Fischgrund Ludolfingerplatz Ludwig-Lesser-Park Oranienburger Chaussee Poloplatz Regenspeicherteichanlagen Sigismundkorso, zwischen Ludolfingerplatz und Tannenstraße Sigismundkorso/Ecke Maximiliankorso Wiltinger Straße Zeltinger Platz | Straßen- und Grünflächensystem Frohnau                         | Ludolfinger Platz Bestandteil des Ensembles: Ortskern Frohnau                                                                                     |                                                      |
| 09046253 | Donnersmarckplatz Edelhofdamm, zwischen Nr. 12/52 und 15a/49, zwischen Nr. 64/74 und 61/69a Hainbuchenstraße 64/76 Im Fischgrund Ludolfingerplatz Ludwig-Lesser-Park Oranienburger Chaussee Poloplatz Regenspeicherteichanlagen Sigismundkorso, zwischen Ludolfingerplatz und Tannenstraße Sigismundkorso/Ecke Maximiliankorso Wiltinger Straße Zeltinger Platz | Straßen- und Grünflächensystem Frohnau                         | Sigismundkorso |                                                      |
| 09046253 | Donnersmarckplatz Edelhofdamm, zwischen Nr. 12/52 und 15a/49, zwischen Nr. 64/74 und 61/69a Hainbuchenstraße 64/76 Im Fischgrund Ludolfingerplatz Ludwig-Lesser-Park Oranienburger Chaussee Poloplatz Regenspeicherteichanlagen Sigismundkorso, zwischen Ludolfingerplatz und Tannenstraße Sigismundkorso/Ecke Maximiliankorso Wiltinger Straße Zeltinger Platz | Straßen- und Grünflächensystem Frohnau                         | Zeltinger Platz Bestandteil des Ensembles: Ortskern Frohnau                                                                                       |                                                      |
| 09046253 | Donnersmarckplatz Edelhofdamm, zwischen Nr. 12/52 und 15a/49, zwischen Nr. 64/74 und 61/69a Hainbuchenstraße 64/76 Im Fischgrund Ludolfingerplatz Ludwig-Lesser-Park Oranienburger Chaussee Poloplatz Regenspeicherteichanlagen Sigismundkorso, zwischen Ludolfingerplatz und Tannenstraße Sigismundkorso/Ecke Maximiliankorso Wiltinger Straße Zeltinger Platz | Straßen- und Grünflächensystem Frohnau                         | Wittinger Straße |                                                      |
| 09046253 | Donnersmarckplatz Edelhofdamm, zwischen Nr. 12/52 und 15a/49, zwischen Nr. 64/74 und 61/69a Hainbuchenstraße 64/76 Im Fischgrund Ludolfingerplatz Ludwig-Lesser-Park Oranienburger Chaussee Poloplatz Regenspeicherteichanlagen Sigismundkorso, zwischen Ludolfingerplatz und Tannenstraße Sigismundkorso/Ecke Maximiliankorso Wiltinger Straße Zeltinger Platz | Straßen- und Grünflächensystem Frohnau                         | Ludwig-Lesser-Park mit Teich |                                                      |
| 09046253 | Donnersmarckplatz Edelhofdamm, zwischen Nr. 12/52 und 15a/49, zwischen Nr. 64/74 und 61/69a Hainbuchenstraße 64/76 Im Fischgrund Ludolfingerplatz Ludwig-Lesser-Park Oranienburger Chaussee Poloplatz Regenspeicherteichanlagen Sigismundkorso, zwischen Ludolfingerplatz und Tannenstraße Sigismundkorso/Ecke Maximiliankorso Wiltinger Straße Zeltinger Platz | Straßen- und Grünflächensystem Frohnau                         | Denkmal der Toten |                                                      |
| 09046253 | Donnersmarckplatz Edelhofdamm, zwischen Nr. 12/52 und 15a/49, zwischen Nr. 64/74 und 61/69a Hainbuchenstraße 64/76 Im Fischgrund Ludolfingerplatz Ludwig-Lesser-Park Oranienburger Chaussee Poloplatz Regenspeicherteichanlagen Sigismundkorso, zwischen Ludolfingerplatz und Tannenstraße Sigismundkorso/Ecke Maximiliankorso Wiltinger Straße Zeltinger Platz | Straßen- und Grünflächensystem Frohnau                         | Poloplatz und Tennisplatz |                                                      |
| 09046253 | Donnersmarckplatz Edelhofdamm, zwischen Nr. 12/52 und 15a/49, zwischen Nr. 64/74 und 61/69a Hainbuchenstraße 64/76 Im Fischgrund Ludolfingerplatz Ludwig-Lesser-Park Oranienburger Chaussee Poloplatz Regenspeicherteichanlagen Sigismundkorso, zwischen Ludolfingerplatz und Tannenstraße Sigismundkorso/Ecke Maximiliankorso Wiltinger Straße Zeltinger Platz | Straßen- und Grünflächensystem Frohnau                         | Scheringteich |                                                      |
| 09046253 | Donnersmarckplatz Edelhofdamm, zwischen Nr. 12/52 und 15a/49, zwischen Nr. 64/74 und 61/69a Hainbuchenstraße 64/76 Im Fischgrund Ludolfingerplatz Ludwig-Lesser-Park Oranienburger Chaussee Poloplatz Regenspeicherteichanlagen Sigismundkorso, zwischen Ludolfingerplatz und Tannenstraße Sigismundkorso/Ecke Maximiliankorso Wiltinger Straße Zeltinger Platz | Straßen- und Grünflächensystem Frohnau                         | Am Poloplatz (Allee) |                                                      |
| 09046253 | Donnersmarckplatz Edelhofdamm, zwischen Nr. 12/52 und 15a/49, zwischen Nr. 64/74 und 61/69a Hainbuchenstraße 64/76 Im Fischgrund Ludolfingerplatz Ludwig-Lesser-Park Oranienburger Chaussee Poloplatz Regenspeicherteichanlagen Sigismundkorso, zwischen Ludolfingerplatz und Tannenstraße Sigismundkorso/Ecke Maximiliankorso Wiltinger Straße Zeltinger Platz | Straßen- und Grünflächensystem Frohnau                         | Pilz (Oranienburger Chaussee) (siehe auch Baudenkmal Pilz)                                                                                        |                                                      |
| 09046253 | Donnersmarckplatz Edelhofdamm, zwischen Nr. 12/52 und 15a/49, zwischen Nr. 64/74 und 61/69a Hainbuchenstraße 64/76 Im Fischgrund Ludolfingerplatz Ludwig-Lesser-Park Oranienburger Chaussee Poloplatz Regenspeicherteichanlagen Sigismundkorso, zwischen Ludolfingerplatz und Tannenstraße Sigismundkorso/Ecke Maximiliankorso Wiltinger Straße Zeltinger Platz | Straßen- und Grünflächensystem Frohnau                         | Schmuckplatz am Edelhofdamm (siehe auch Baudenkmal Park-Pavillon)                                                                                 |                                                      |
| 09046253 | Donnersmarckplatz Edelhofdamm, zwischen Nr. 12/52 und 15a/49, zwischen Nr. 64/74 und 61/69a Hainbuchenstraße 64/76 Im Fischgrund Ludolfingerplatz Ludwig-Lesser-Park Oranienburger Chaussee Poloplatz Regenspeicherteichanlagen Sigismundkorso, zwischen Ludolfingerplatz und Tannenstraße Sigismundkorso/Ecke Maximiliankorso Wiltinger Straße Zeltinger Platz | Straßen- und Grünflächensystem Frohnau                         | Grünanlage am Edelhofdamm mit Edelteich |                                                      |
| 09046253 | Donnersmarckplatz Edelhofdamm, zwischen Nr. 12/52 und 15a/49, zwischen Nr. 64/74 und 61/69a Hainbuchenstraße 64/76 Im Fischgrund Ludolfingerplatz Ludwig-Lesser-Park Oranienburger Chaussee Poloplatz Regenspeicherteichanlagen Sigismundkorso, zwischen Ludolfingerplatz und Tannenstraße Sigismundkorso/Ecke Maximiliankorso Wiltinger Straße Zeltinger Platz | Straßen- und Grünflächensystem Frohnau                         | Rosenanger |                                                      |
| 09046253 | Donnersmarckplatz Edelhofdamm, zwischen Nr. 12/52 und 15a/49, zwischen Nr. 64/74 und 61/69a Hainbuchenstraße 64/76 Im Fischgrund Ludolfingerplatz Ludwig-Lesser-Park Oranienburger Chaussee Poloplatz Regenspeicherteichanlagen Sigismundkorso, zwischen Ludolfingerplatz und Tannenstraße Sigismundkorso/Ecke Maximiliankorso Wiltinger Straße Zeltinger Platz | Straßen- und Grünflächensystem Frohnau                         | Donnersmarckplatz |                                                      |
| 09046253 | Donnersmarckplatz Edelhofdamm, zwischen Nr. 12/52 und 15a/49, zwischen Nr. 64/74 und 61/69a Hainbuchenstraße 64/76 Im Fischgrund Ludolfingerplatz Ludwig-Lesser-Park Oranienburger Chaussee Poloplatz Regenspeicherteichanlagen Sigismundkorso, zwischen Ludolfingerplatz und Tannenstraße Sigismundkorso/Ecke Maximiliankorso Wiltinger Straße Zeltinger Platz | Straßen- und Grünflächensystem Frohnau                         | Friedhof Frohnau (siehe auch Baudenkmal Feierhalle und Einfriedung)                                                                               |                                                      |
| 09046253 | Donnersmarckplatz Edelhofdamm, zwischen Nr. 12/52 und 15a/49, zwischen Nr. 64/74 und 61/69a Hainbuchenstraße 64/76 Im Fischgrund Ludolfingerplatz Ludwig-Lesser-Park Oranienburger Chaussee Poloplatz Regenspeicherteichanlagen Sigismundkorso, zwischen Ludolfingerplatz und Tannenstraße Sigismundkorso/Ecke Maximiliankorso Wiltinger Straße Zeltinger Platz | Straßen- und Grünflächensystem Frohnau                         | Barbarossahöhe |                                                      |
| 09046253 | Donnersmarckplatz Edelhofdamm, zwischen Nr. 12/52 und 15a/49, zwischen Nr. 64/74 und 61/69a Hainbuchenstraße 64/76 Im Fischgrund Ludolfingerplatz Ludwig-Lesser-Park Oranienburger Chaussee Poloplatz Regenspeicherteichanlagen Sigismundkorso, zwischen Ludolfingerplatz und Tannenstraße Sigismundkorso/Ecke Maximiliankorso Wiltinger Straße Zeltinger Platz | Straßen- und Grünflächensystem Frohnau                         | Park mit Pilz (Sigismundkorso) (siehe auch Baudenkmal Pilz)                                                                                       |                                                      |
| 09046253 | Donnersmarckplatz Edelhofdamm, zwischen Nr. 12/52 und 15a/49, zwischen Nr. 64/74 und 61/69a Hainbuchenstraße 64/76 Im Fischgrund Ludolfingerplatz Ludwig-Lesser-Park Oranienburger Chaussee Poloplatz Regenspeicherteichanlagen Sigismundkorso, zwischen Ludolfingerplatz und Tannenstraße Sigismundkorso/Ecke Maximiliankorso Wiltinger Straße Zeltinger Platz | Straßen- und Grünflächensystem Frohnau                         | Amselteich |                                                      |
| 09046253 | Donnersmarckplatz Edelhofdamm, zwischen Nr. 12/52 und 15a/49, zwischen Nr. 64/74 und 61/69a Hainbuchenstraße 64/76 Im Fischgrund Ludolfingerplatz Ludwig-Lesser-Park Oranienburger Chaussee Poloplatz Regenspeicherteichanlagen Sigismundkorso, zwischen Ludolfingerplatz und Tannenstraße Sigismundkorso/Ecke Maximiliankorso Wiltinger Straße Zeltinger Platz | Straßen- und Grünflächensystem Frohnau                         | Artuspfuhl |                                                      |
| 09046253 | Donnersmarckplatz Edelhofdamm, zwischen Nr. 12/52 und 15a/49, zwischen Nr. 64/74 und 61/69a Hainbuchenstraße 64/76 Im Fischgrund Ludolfingerplatz Ludwig-Lesser-Park Oranienburger Chaussee Poloplatz Regenspeicherteichanlagen Sigismundkorso, zwischen Ludolfingerplatz und Tannenstraße Sigismundkorso/Ecke Maximiliankorso Wiltinger Straße Zeltinger Platz | Straßen- und Grünflächensystem Frohnau                         | Dammteich |                                                      |
| 09046253 | Donnersmarckplatz Edelhofdamm, zwischen Nr. 12/52 und 15a/49, zwischen Nr. 64/74 und 61/69a Hainbuchenstraße 64/76 Im Fischgrund Ludolfingerplatz Ludwig-Lesser-Park Oranienburger Chaussee Poloplatz Regenspeicherteichanlagen Sigismundkorso, zwischen Ludolfingerplatz und Tannenstraße Sigismundkorso/Ecke Maximiliankorso Wiltinger Straße Zeltinger Platz | Straßen- und Grünflächensystem Frohnau                         | Eichenpfuhl |                                                      |
| 09046253 | Donnersmarckplatz Edelhofdamm, zwischen Nr. 12/52 und 15a/49, zwischen Nr. 64/74 und 61/69a Hainbuchenstraße 64/76 Im Fischgrund Ludolfingerplatz Ludwig-Lesser-Park Oranienburger Chaussee Poloplatz Regenspeicherteichanlagen Sigismundkorso, zwischen Ludolfingerplatz und Tannenstraße Sigismundkorso/Ecke Maximiliankorso Wiltinger Straße Zeltinger Platz | Straßen- und Grünflächensystem Frohnau                         | Fürstenteich |                                                      |
| 09046253 | Donnersmarckplatz Edelhofdamm, zwischen Nr. 12/52 und 15a/49, zwischen Nr. 64/74 und 61/69a Hainbuchenstraße 64/76 Im Fischgrund Ludolfingerplatz Ludwig-Lesser-Park Oranienburger Chaussee Poloplatz Regenspeicherteichanlagen Sigismundkorso, zwischen Ludolfingerplatz und Tannenstraße Sigismundkorso/Ecke Maximiliankorso Wiltinger Straße Zeltinger Platz | Straßen- und Grünflächensystem Frohnau                         | Laurinteich |                                                      |
| 09046253 | Donnersmarckplatz Edelhofdamm, zwischen Nr. 12/52 und 15a/49, zwischen Nr. 64/74 und 61/69a Hainbuchenstraße 64/76 Im Fischgrund Ludolfingerplatz Ludwig-Lesser-Park Oranienburger Chaussee Poloplatz Regenspeicherteichanlagen Sigismundkorso, zwischen Ludolfingerplatz und Tannenstraße Sigismundkorso/Ecke Maximiliankorso Wiltinger Straße Zeltinger Platz | Straßen- und Grünflächensystem Frohnau                         | Mehringteich |                                                      |
| 09046253 | Donnersmarckplatz Edelhofdamm, zwischen Nr. 12/52 und 15a/49, zwischen Nr. 64/74 und 61/69a Hainbuchenstraße 64/76 Im Fischgrund Ludolfingerplatz Ludwig-Lesser-Park Oranienburger Chaussee Poloplatz Regenspeicherteichanlagen Sigismundkorso, zwischen Ludolfingerplatz und Tannenstraße Sigismundkorso/Ecke Maximiliankorso Wiltinger Straße Zeltinger Platz | Straßen- und Grünflächensystem Frohnau                         | Neubrückerteich |                                                      |
| 09046253 | Donnersmarckplatz Edelhofdamm, zwischen Nr. 12/52 und 15a/49, zwischen Nr. 64/74 und 61/69a Hainbuchenstraße 64/76 Im Fischgrund Ludolfingerplatz Ludwig-Lesser-Park Oranienburger Chaussee Poloplatz Regenspeicherteichanlagen Sigismundkorso, zwischen Ludolfingerplatz und Tannenstraße Sigismundkorso/Ecke Maximiliankorso Wiltinger Straße Zeltinger Platz | Straßen- und Grünflächensystem Frohnau                         | Neurandteich |                                                      |
| 09046253 | Donnersmarckplatz Edelhofdamm, zwischen Nr. 12/52 und 15a/49, zwischen Nr. 64/74 und 61/69a Hainbuchenstraße 64/76 Im Fischgrund Ludolfingerplatz Ludwig-Lesser-Park Oranienburger Chaussee Poloplatz Regenspeicherteichanlagen Sigismundkorso, zwischen Ludolfingerplatz und Tannenstraße Sigismundkorso/Ecke Maximiliankorso Wiltinger Straße Zeltinger Platz | Straßen- und Grünflächensystem Frohnau                         | Nibelungenteich |                                                      |
| 09046253 | Donnersmarckplatz Edelhofdamm, zwischen Nr. 12/52 und 15a/49, zwischen Nr. 64/74 und 61/69a Hainbuchenstraße 64/76 Im Fischgrund Ludolfingerplatz Ludwig-Lesser-Park Oranienburger Chaussee Poloplatz Regenspeicherteichanlagen Sigismundkorso, zwischen Ludolfingerplatz und Tannenstraße Sigismundkorso/Ecke Maximiliankorso Wiltinger Straße Zeltinger Platz | Straßen- und Grünflächensystem Frohnau                         | Pilzteich |                                                      |
| 09046253 | Donnersmarckplatz Edelhofdamm, zwischen Nr. 12/52 und 15a/49, zwischen Nr. 64/74 und 61/69a Hainbuchenstraße 64/76 Im Fischgrund Ludolfingerplatz Ludwig-Lesser-Park Oranienburger Chaussee Poloplatz Regenspeicherteichanlagen Sigismundkorso, zwischen Ludolfingerplatz und Tannenstraße Sigismundkorso/Ecke Maximiliankorso Wiltinger Straße Zeltinger Platz | Straßen- und Grünflächensystem Frohnau                         | Stolzringteich |                                                      |
| 09046253 | Donnersmarckplatz Edelhofdamm, zwischen Nr. 12/52 und 15a/49, zwischen Nr. 64/74 und 61/69a Hainbuchenstraße 64/76 Im Fischgrund Ludolfingerplatz Ludwig-Lesser-Park Oranienburger Chaussee Poloplatz Regenspeicherteichanlagen Sigismundkorso, zwischen Ludolfingerplatz und Tannenstraße Sigismundkorso/Ecke Maximiliankorso Wiltinger Straße Zeltinger Platz | Straßen- und Grünflächensystem Frohnau                         | Welfenteich |                                                      |
| 09046256 | Welfenallee Olwenstraße (Lage) | Ruheplatz an der Barbarossahöhe                                | 1926–1927 von Paul Poser (siehe auch Gesamtanlage Siedlung Barbarossahöhe)                                                                        |                                                      |
| 09046258 | Zerndorfer Weg 24 (Lage) | Hausgarten Bestandteil des Ensembles: Zerndorfer Weg           | 1938 von Adam Kleinlein (siehe auch Baudenkmal Wohn- und Atelierhaus)                                                                             |                                                      |

## Ehemalige Denkmale
| Nr.       | Lage                                    | Offizielle Bezeichnung                              | Beschreibung                                                                                                   | Bild |
| --------- | --------------------------------------- | --------------------------------------------------- | --- | ---- |
| 09012199  | Oranienburger Chaussee Utestraße (Lage) | Verkaufspavillon der Berliner Terrain-Centrale GmbH | 1909 von Paul Poser; erhalten ist nur noch das Fundament (siehe auch Gartendenkmal Gartenanlage)               |      |
| Unbekannt | Remstaler Straße 10 (Lage)              | Gutshof Frohnau, Remise (Wohnhaus)                  | 1909 von Heinrich Straumer, Umbau 1934 von Walter und Johannes Krüger, nach 2001 von der Denkmalliste gelöscht |      |